# Brüggen
Brüggen là một đô thị ở huyện Viersen, trong Nordrhein-Westfalen, Đức. Đô thị này tọa lạc gần biên giới với Hà Lan, bên bờ sông Schwalm, khoảng 15 km về phía nam Venlo và 20 km về phía tây bắc của Mönchengladbach.
Brüggen gồm 3 khu vực dân cư:
- Brüggen
- Born
- Bracht